# Silvia Dorn
Silvia Dorn-Mühlebach (* 1947 in Brugg) ist eine Schweizer Entomologin. Sie war, bis sie 2013 emeritierte, Vorsteherin des Departements für Agrar- und Lebensmittelwissenschaften am Departement Umweltsystemwissenschaften der ETH Zürich. Ihr Hauptforschungsgebiet lag bei den Insekten-Pflanzen-Interaktionen, insbesondere als Grundlage zur nachhaltigen Bewirtschaftung von Agrar-Ökosystemen.

## Leben
Silvia Dorn wuchs mit zwei Geschwistern in Würenlingen auf, wo sie auch die Primarschule besuchte. Dorn ging, als erstes Mädchen aus dem Dorf, auf der Mittelschulstufe an die Alte Kantonsschule Aarau. Anschliessend studierte sie an der ETH Zürich Biologie. Das Studium finanzierte sie sich, indem sie an verschiedenen Schulen unterrichtete. Sie doktorierte in Phytomedizin bei Professor Heinz Kern an der ETH.
Die Maag AG, heute Syngenta, übertrug ihr die Leitung einer entomologischen Forschungsgruppe. Silvia Dorn machte 1975/76 ein Postdoktorat an der Columbia University in New York. Im Jahr 1978 übernahm sie die Verantwortung für die agrarbiologische Forschung Entomologie von Maag, wodurch sie die erste Frau im Kader der Firma war. Es gelang mit Fenoxycarb ein modernes Pflanzenschutzmittel zu entwickeln, welches bis 2015 auch in Deutschland eingesetzt wurde. Es konnte in der Schweiz weiter in Gewächshäusern verwendet werden und war in einigen EU-Ländern auch weiter im Freiland zugelassen.
Silvia Dorn bewarb sich 1992 um die ordentliche Professur für angewandte Entomologie an der ETH. Sie erhielt die Stelle als erst vierte Professorin an der ETH überhaupt und erste im Departement für Agrar- und Lebensmittelwissenschaften.
Silvia Dorn emeritierte 2013, ist verheiratet und hat zwei Söhne.

## Mitgliedschaften
- Gründungs- und Vorstandsmitglied des ETH Professorinnenforums
- Vorstandsmitglied der Schweizerischen Gesellschaft für Phytomedizin, Präsidentin 1997–2000
- Vorstandsmitglied des Zentrums für Internationale Landwirtschaft
- Rats-Mitglied der Europäischen Entomologie-Kongresse und der Internationalen Entomologie-Kongresse
- Co-Vorsitzende des Internationalen Führungs-Gipfeltreffen in Entomologie (2016).

## Patente (Auswahl)
- Patent  US4191773: Insecticidal compositions. Veröffentlicht am 24. April 1990, Anmelder: R. Maag AG, Erfinder: Silvia Dorn.‌
- Patent  US4919935: Synergistic insecticidal composition. Veröffentlicht am 4. März 1980, Anmelder: Hoffmann-La Roche Inc., Erfinder: Silvia Dorn.‌

## Ehrungen
- 2003 Goldmedaille am VII. Symposium für Vorratsschutz
- 2004 Fellow der Entomological Society of America
- 2006 Fellow Royal Entomological Society of London
- 2009 Preis des Schweizer Forums für Internationale Agrarforschung
- 2010 Fellow International Society for Horticultural Science
- 2014 Doron-Preis[4]
- 2017 Ehrendoktorwürde für Wissenschaft von der Newcastle University
- 2018 internationale Auszeichnung als Herausragender Wissenschaftler